# Tutto passa
Tutto passa è il primo album della cantante italiana Nicky Nicolai, pubblicato nel 2004.

## Tracce
1. Tutto passa – 5:01
2. Io qui tu lì – 4:58
3. Cosa eri per me – 5:37
4. In te – 7:46
5. Sola – 3:35
6. Late for Love – 5:21
7. È la vita – 5:31
8. Ninna nanna delle 7.30 – 5:12
9. Un cornetto e un cachet – 5:13